# Teilhardina magnoliana
Teilhardina magnoliana és el primat nord-americà més primerenc conegut, descobert a Mississipi. Creuà el pont de terra des de Sibèria, possiblement fa més de 55,8 milions d'anys, tot i que l'edat del fòssil és objecte de debat. Pesava aproximadament 30 grams.